# روهان دافي
روهان دافي (بالإنجليزية: Rohan Davey)‏ هو لاعب كرة قدم أمريكية أمريكي، ولد في 14 أبريل 1978 في أبرشية كلارندون في جامايكا.

## وصلات خارجية
- روهان دافي على موقع مرجع كرة القدم المحترفة.كوم (الإنجليزية)